# Chapelle-Guillaume
Chapelle-Guillaume é uma comuna francesa na região administrativa do Centro, no departamento Eure-et-Loir. Estende-se por uma área de 19 km². Em 2010 a comuna tinha 189 habitantes (densidade: 9,9 hab./km²).